# Petr Malý
Petr Malý (1º giugno 1984) è un ex calciatore ceco, di ruolo centrocampista.

## Caratteristiche tecniche
Mediano, può giocare anche come interno di centrocampo.

## Palmarès

### Club

#### Competizioni nazionali
- Druhá liga: 1

Dukla Praga: 2010-2011